# Цисы (замок)
Замок Цисы (пол. Zamek Cisy, нем. Zeisburg, Zeisberg, Cziskenberg, Zeiskenschloss) — один из памятников средневековой рыцарской архитектуры Нижней Силезии.
Замок находится в деревне Цисув в гмине Старе-Богачовице в Валбжихском повяте Нижнесилезского воеводства Польши. Построил его в XIII веке князь Болеслав I Суровый из силезской ветви династии Пястов. В 1466 году частично разрушен в борьбах с гуситами, затем восстановлен и расширен. Шведы его сожгли в 1634 году, во времени Тридцатилетной войны.
В замок ведёт туристический маршрут от остановочного пункта Виткув-Слёнски на железнодорожной линии Валбжих — Еленя-Гура.

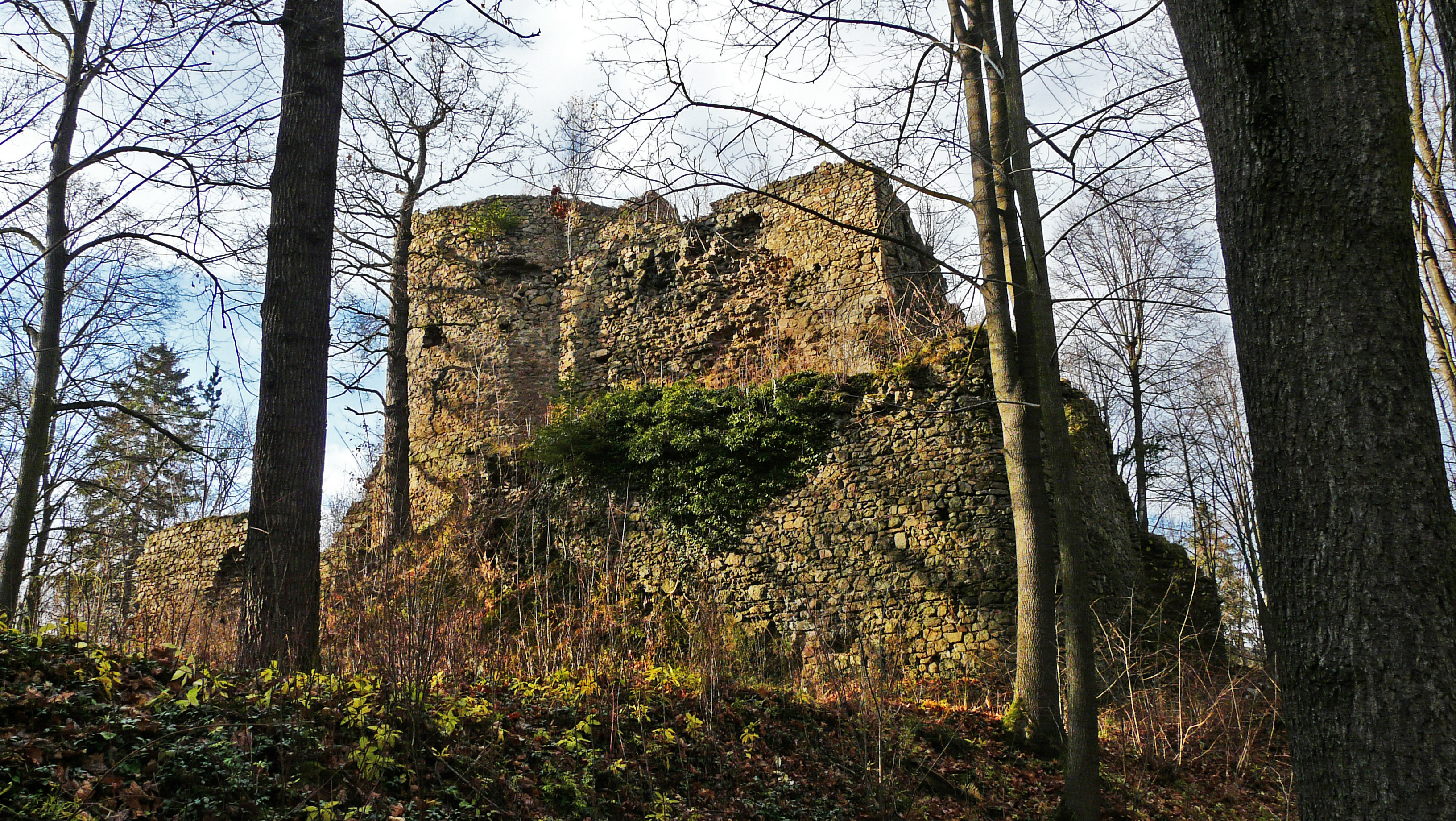
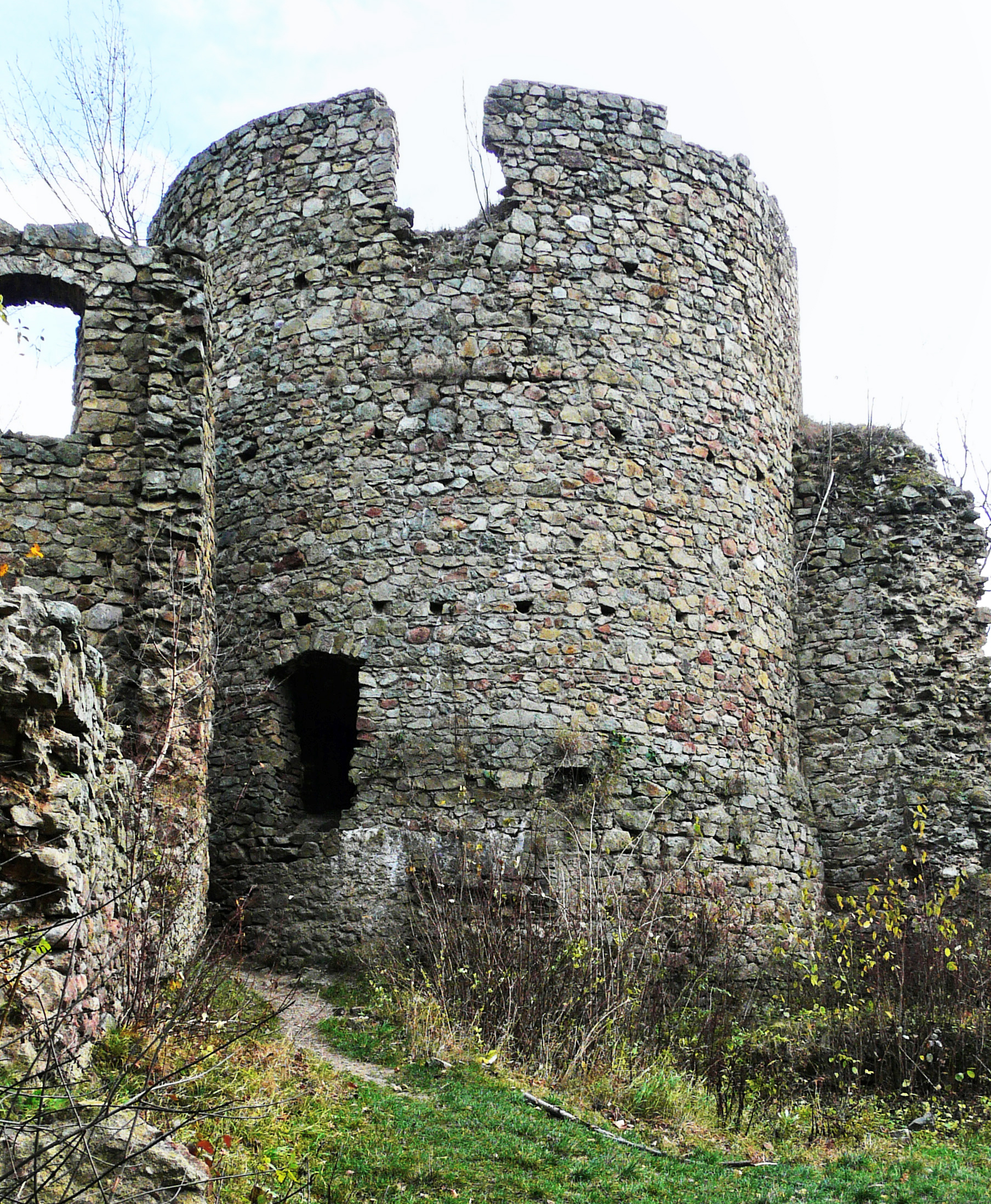
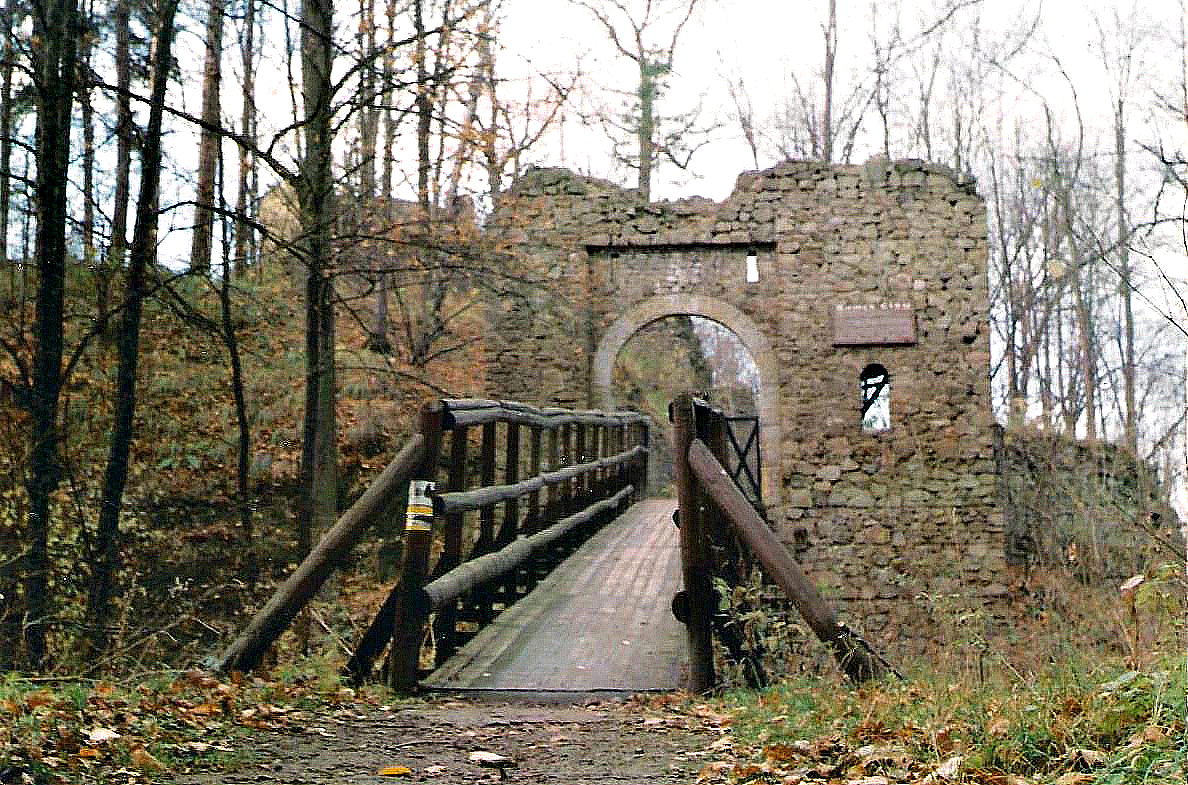